# Patrick Masbourian
 (novembre 2011).
Patrick Masbourian, né le 4 décembre 1969 à Fort Lauderdale, est un animateur et réalisateur québécois. Il est né de parents français d'origine arménienne. Il anime, depuis l'automne 2019, l'émission matinale Tout un matin d'ICI Radio-Canada Première.

## Début de carrière
Né aux États-Unis, de parents Arméniens citoyens français, il commence sa carrière télévisuelle à 20 ans, en 1990, en participant à la Course destination monde, une émission de la télévision de Radio-Canada québécoise consistant à donner leur chance à de jeunes reporters-cadreurs en leur confiant des reportages internationaux. Il remporte le 3e prix lors de la saison 1990-91, la Course Europe-Asie.
À l'automne 1993, il co-anime  l'émission Alimentaire mon cher Watson à TVA avec Hélène Laurendeau et le Dr François Chicoine, puis anime l'émission L'Été en ville en 1994 à Radio-Québec. Il travaillait à MusiquePlus en 1996 en tant que réalisateur de l'émission Fax, où il a couvert les Jeux olympiques d'été de 1996 à Atlanta,,.
Par la suite, il rejoint l'équipe de Marc Labrèche dans l'émission La fin du monde est à sept heures de 1997 à 2000. Puis, il devient l'animateur de La revanche des Nerdz, émission quotidienne de la chaîne Ztélé, pendant ses 7 premières saisons. Il est remplacé à la rentrée 2006 par François-Étienne Paré,,.

## Société Radio-Canada
Durant l'été 2006, il entame sa collaboration avec la Société Radio-Canada (SRC) en remplaçant Marie-France Bazzo à la barre de l'émission de matinée Indicatif présent de la Première Chaîne. À l'été 2007, il remplace Christiane Charette dans la même case horaire. Son émission, diffusée les avant-midis de semaine, s'appelle Pour la suite des choses.
Au printemps 2007, il anime l'émission Radiomonde, réalisée en collaboration avec l'ACDI, diffusée du 28 avril au 2 juin et rediffusée du 8 juillet au 12 août.
Il tient un temps une chronique à l'émission Flash diffusée à TQS.
En janvier 2008, il anime l'émission Vous êtes ici à la radio de Radio-Canada, en soirée du lundi au jeudi.
En 2009, c'est l'émission Sommes-nous de bons parents? qu'il anime, une série documentaire qui traite des mœurs d'éducation présentée à Télé Québec 
En juillet 2010, il collabore à l'émission L'après-midi porte conseil avec sa chronique «La démission du consommateur».
Durant l'été 2011, il anime l'émission PM à la Première Chaîne de Radio-Canada, en après-midi du lundi au vendredi.
À partir de l'automne 2011, il anime, à la Première Chaîne de Radio-Canada, l'émission Bouillant de culture, diffusée les samedi après-midi.
En 2016, il collabore à l'émission Les Échangistes animée par Pénélope McQuade. 
En 2017, il assume l'animation de l'émission Les Éclaireurs à la Première chaîne de Radio-Canada, une émission qui se concentre sur la santé et la consommation.
À partir de l'automne 2019, il anime, à la Première Chaîne de Radio-Canada, l'émission Tout un matin, diffusée du lundi au vendredi.

## Chroniques et animations
- L'Été en ville
- Alimentaire, mon cher Watson
- Bêtes pas bêtes (réalisation)
- Flash
- La Route des 20 (animation, Radio-Canada)

## Vie Privée
Il est le père de cinq enfants. Il a gardé une carte postale sur laquelle sa mère lui a écrit ce message: «No guts, no glory» (sans courage, aucun succès) et depuis cette pensée le poursuit,.